# 姜万勐
姜万勐，出生于安徽，中华人民共和国学者，教授级高级工程师，中国广播电视行业系统内专家。任中国光盘委员会委员、中国录制设备标准委员会委员。他创办的万燕电子公司，与Digital Video Systems公司（縮寫記作DVS）合作，生产制造出了世界上最早的通过商业化生产的專為VCD1.1標準設計的VCD播放机。

## 生平
姜万勐，出生在安徽的一个农村家庭。高考填报的志愿是电子信息技术专业，主要的研究方向是广播和电视。大学毕业后，姜万勐在安徽省现代电视技术研究所从事电视技术工作。
20世纪80年代，正值改革开放初期。姜万勐从安徽省现代电视技术研究所离职，下海经商。
1992年4月，姜万勐参加了在美国拉斯维加斯举办的美国国际广播电视技术展览会，并与孙燕生结识。
1993年3月，姜萬勐與孫燕生共同投資1700萬美元，成立了萬燕公司，意在用美國MPEG技術研製視聽新品。1993年9月4日，萬燕電子與DVS合作，成功推出了世界上最早的通過商業化生產的專為VCD1.1標準設計的VCD播放機——萬燕CDK-320型。